# Universidad Nacional Toribio Rodríguez de Mendoza de Amazonas
Universidad Nacional Toribio Rodríguez de Mendoza de Amazonas (UNTRM–A) – uniwersytet utworzony w 2001 roku w Chachapoyas (Peru). Jest uczelnią autonomiczną od 2009 roku. Posiada 5 wydziałów i 2 instytuty naukowe.

## Historia
UNTRM-A  został powołany ustawowo 18. września 2000 roku. Działalność rozpoczął w czerwcu 2001 roku. Początkowo był kierowany przez komisarzy, mianowanych przez CONAFU. Ostatnim komisarzem (2009) był biolog, Emilio Garay Hector Montanez. Od 8 grudnia 2009 roku UNTRM jest uczelnią autonomiczną. Jej pierwszym rektorem został dr Vicente Marino Castañeda Chávez. 
Uniwersytet rozpoczynał działalność w dwóch budynkach, położonych w granicach miasta. W kolejnych latach uzyskał dodatkowo teren w dzielnicy Higos Urco, o powierzchni ok. 15 ha, z nowymi budynkami administracji centralnej oraz naukowo–dydaktycznymi.   

## Patron uczelni
Don Alejandro Toribio Rodríguez de Mendoza Collantes urodził się 17 kwietnia 1750 roku, w czasie panowania 
Wicekróla Peru, Jose Antonio Manso de Velasco. Był wybitnym studentem Pontificia Universidad de San Marcos w Limie. Uzyskał doktorat z teologii. Był profesorem filozofii i teologii oraz rektorem w Real Convictorio de San Carlos. Jako ksiądz, nauczyciel i mówca wychowywał nową generację patriotów Peru. Starał się o równy dostęp rdzennych Indian i białych do edukacji. W istotnym stopniu przyczynił się do powstania Republiki. Zmarł w 1825 roku w świadomości, że Peru jest „wolne i niezależne od woli ogółu ludzi”. Trybunał Konstytucyjny ustanowił medal Toribio Rodriguez de Mendoza dla uhonorowania osób lub instytucji zasłużonych w sprawie obrony Konstytucji i praw człowieka. Imieniem Mendozy nazwano również jeden z departamentów Regionu Amazonas oraz uniwersytet UNTRM-A.

## Kierunki studiów
Uniwersytet kształci studentów na wydziałach:
- nauk społecznych i humanistycznych (Ciencias Sociales y Humanidades)[5]
- nauki o zdrowiu  (Ciencias de la Salud)[6]
- turystyki i ochrony środowiska (Turismo y Cc. Eco.) oraz  administracji i finansów (Administrativas y Contables)[7]
- inżynierii i nauk rolniczych (Ingeniería y Ciencias Agrarias)[8]
- pielęgniarstwa (Enfermería)[9]

## Instytuty naukowe
W uczelni działają:
- Instituto de Investigacion Para el Desarrolllo Sustentable de Ceja de Selva (INDES-CES) – instytut międzywydziałowy, utworzony w 2007 roku, w którym są wykonywane[10]:

– badania różnorodności biologicznej ochrony środowiska
– prace na rzecz zrównoważonego rozwoju gospodarczego (produkcja i rolnictwo)
– analizy problemów zaopatrzenia w wodę i zmian klimatu
– międzykulturowe badania społeczne
- El Instituto de Investigación de Arqueología y Antropología „Kuélap” (INAAK) – instytut utworzony w 2000 roku, wykonujący prace w dziedzinie archeologii, antropologii i kultur dawnych ludów Amazonii; poza pracami badawczymi INAAK zajmuje się muzealnictwem oraz prowadzi działalność oświatową (upowszechnianie i propagowanie dziedzictwa kulturowego i przyrodniczego)[11].